# صموئيل كارلين
صموئيل كارلين (بالإنجليزية: Samuel Karlin)‏ هو رياضياتي وعالم وراثة وأستاذ جامعي أمريكي، ولد في 8 يونيو 1924 في بولندا، وتوفي في 18 ديسمبر 2007 في بالو ألتو في الولايات المتحدة بسبب نوبة قلبية.